# Peter Bergen

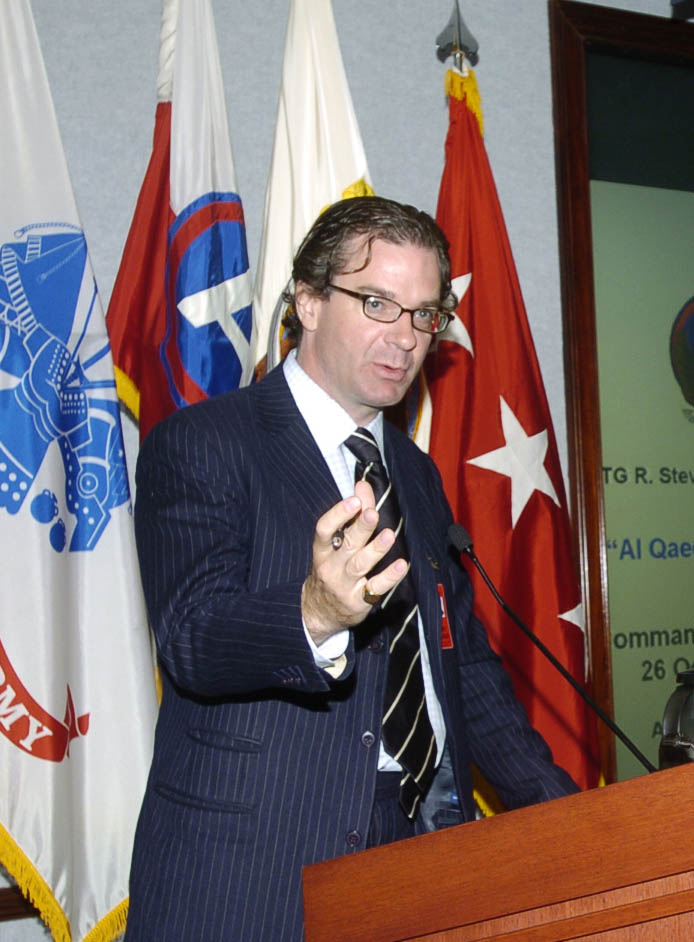

Peter Bergen, född 12 december 1962 i Minneapolis i Minnesota, är en brittisk-amerikansk journalist och författare som arbetar som säkerhetsanalytiker för CNN. Han föddes i USA men växte upp i London. Han studerade vid Oxfords universitet där han blev master i modern historia.
Han är känd som en av de få västerländska journalisterna som har intervjuat Usama bin Ladin då han 1997 producerade för CNN den första tv-intervjun med bin Ladin där han förklarade krig mot USA. Peter Bergen ses ofta som en av de mest framstående experterna gällande al-Qaida och terrorism. Han har skrivit tre böcker om al-Qaida och kriget i Afghanistan, Holy War, Inc., The Osama bin Laden I Know och The Longest War.